# Medgyesi gyűlés (1919)
Az 1919. január 8-án tartott medgyesi gyűlésen az erdélyi szászok küldöttei csatlakozva a gyulafehérvári román nagygyűléshez megszavazták a szászoknak a Román Királysághoz való csatlakozását.

## Előzményei
1918 második felében, minthogy az első világháború eseményei következtében bizonytalannak tűnt az Osztrák–Magyar Monarchia sorsa, az erdélyi szászok képviselői egyaránt tárgyaltak a magyar kormánnyal illetve az erdélyi románok vezetőivel. Céljuk az volt, hogy minél nagyobb önállóságot vívjanak ki maguknak. 1918. október 23-án Rudolf Brandsch beszédet mondott a magyar parlamentben, amelyben kiállt a magyar állam területi integritása és a magyarországi németek jogainak tiszteletben tartása mellett. Október 29-én a Szász Központi Tanács Nagyszebenben tartott gyűlése a magyar állam iránti hűséget határozta el. A Szász Nemzeti Tanács novemberben a Károlyi Mihály-kormánnyal folytatott tárgyalásokat, de a szászok egy része már inkább a románok felé kezdett orientálódni. 1918. november 25-én az erdélyi szászok képviseleti szerve úgy döntött, hogy nem kötelezik el magukat sem a románok, sem a magyarok oldalán.
A december 1-jén tartott gyulafehérvári román nagygyűlés után a Szász Nemzeti Tanácsa tényként fogadta el Erdély Romániához csatolását, és az adott kereteken belül próbálta az önrendelkezést elérni. A Iuliu Maniu vezette erdélyi román kormányzótanács – részben francia, részben bukaresti nyomásra – törekedett a szászokkal való megállapodásra. December 30-án a Szász Nemzeti Tanács elhatározta a szász nemzet Romániához csatlakozását, és ennek kinyilvánítására egy szász gyűlés összehívását, valamint elfogadott egy több mint száz oldalas dokumentumot, amely a szászok kívánalmait tartalmazta választott új hazájukkal szemben. 1919. január 1-jén Rudolf Brandsch átadta Iuliu Maniunak, a román kormányzótanács elnökének ezt a dokumentumot; Iuliu Maniu válaszában széleskörű jogokat ígért a szászoknak, de rámutatott arra, hogy a dokumentumban foglalt követelésekről majd a román kormány fog dönteni. A következő napon összehívták január 8-ára a Szász Nemzeti Tanács kibővített gyűlését.

## A gyűlés

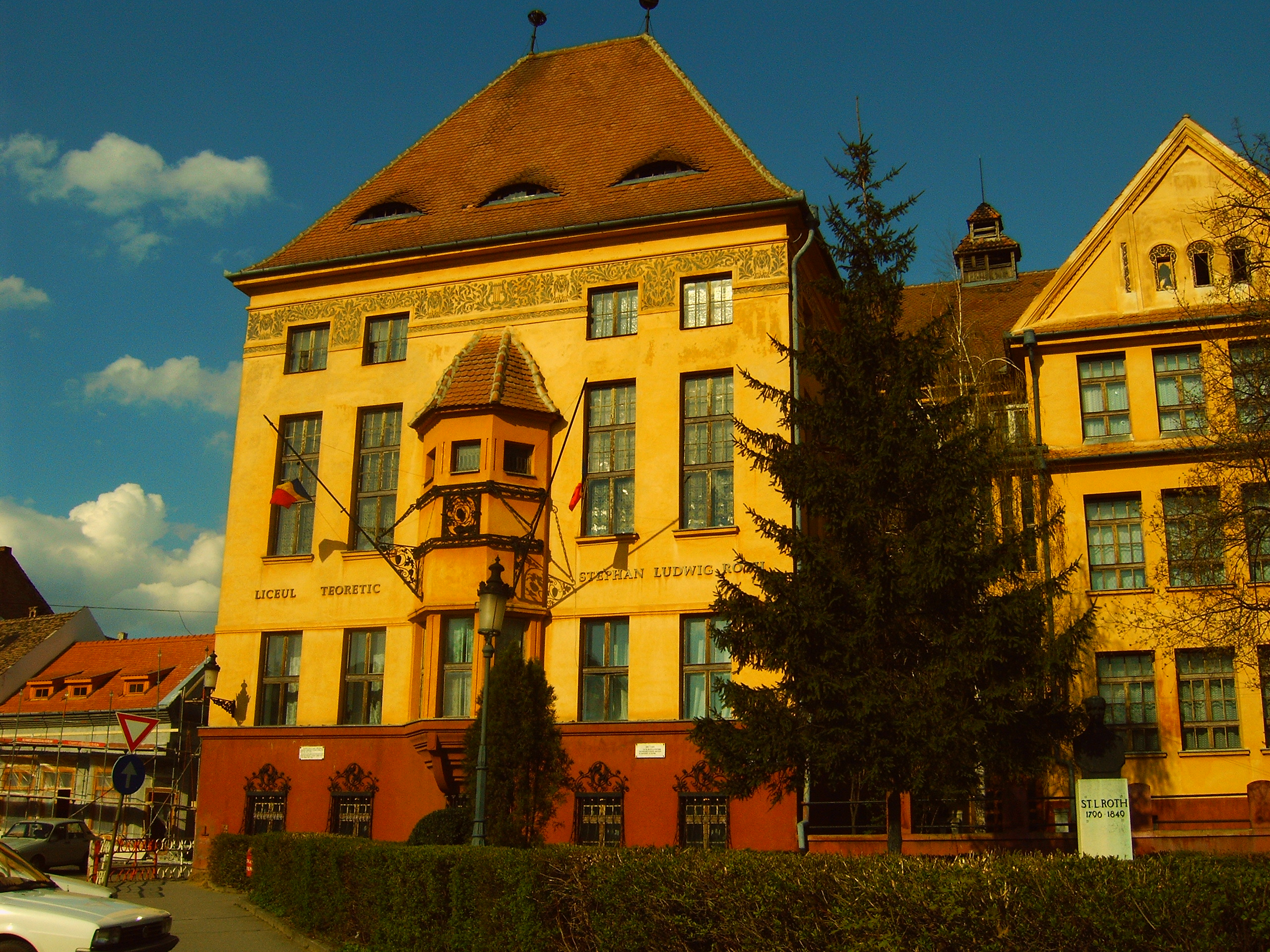
A medgyesi gimnázium

A gyűlést a medgyesi szász evangélikus gimnázium (ma Stefan Ludwig Roth Elméleti Líceum) aulájában tartották 138 fő részvételével, zárt ajtók mögött. A nyolc órás megbeszélésen ellentétes vélemények hangzottak el. A Rudolf Brandsch, Rudolf Schuller, Adolf Schullerus, Arthur Polonyi és Hans Otto Roth alkotta csoport terjesztette be a Romániához való csatlakozás elismerését kinyilvánító határozattervezetet. Friedrich Ipsen medgyesi ügyvéd másik szöveget terjesztett elő, amely az egyesülés feltételéül szabta volna a szász követelések elfogadását, ennek hiányában Erdély függetlenségét vagy a status quo fenntartását irányozta elő.
A gyűlés a Brandsch-féle tervezetet fogadta el, egyes források szerint kis szótöbbséggel, más források szerint majdnem egyhangúlag. Egon Franz von Fürstenberg budapesti német konzul jelentése szerint az ellenvéleményen levőket felszólították, hogy hagyják el az ülést a szavazás előtt, így például Friedrich Teutsch püspök nem vett részt a szavazáson.

## Utóélete
A medgyesi gyűlés határozatát január 10-én adták át az erdélyi román kormányzótanácsnak, január 29-én Ion I. C. Brătianu román miniszterelnöknek, és január 30-án I. Ferdinánd román királynak. A szász közösséget az An unser Volk című kiáltványban tájékoztatták. 
A világháborút lezáró békeszerződéseket előkészítő bizottságok előtt a román illetve a magyar fél egyaránt hivatkozott a medgyesi gyűlésre. A román memorandum szerint a gyulafehérvári nagygyűlésen elfogadott határozat a Romániához csatolni kívánt területeken élő nemzeti kisebbségeknek széleskörű politikai, vallási és kulturális jogokat biztosított, és ennek a garanciának az alapján a szászok is elfogadták a Román Királysággal való egyesülést. Berinkey Dénes miniszterelnök feljegyzése azonban arra mutatott rá, hogy a medgyesi gyűlés határozatát a román megszállás kényszerítette ki, ezért nem szabad neki jelentőséget tulajdonítani.